# کیسلباخ
کیسلباخ (به آلمانی: Kisselbach) یک شهر در آلمان است که در راین-هونسروک واقع شده‌است. کیسلباخ ۵۶۱ نفر جمعیت دارد.